# Eilema bifasciata
Eilema bifasciata là một loài bướm đêm thuộc phân họ Arctiinae, họ Erebidae.